# اچ‌ام‌اس پلیکان (۱۸۷۷)
اچ‌ام‌اس پلیکان (۱۸۷۷) (به انگلیسی: HMS Pelican (1877)) یک کشتی است که طول آن ۱۷۰ فوت (۵۱٫۸ متر) می‌باشد. این کشتی در سال ۱۸۷۷ ساخته شد.